# Роберт Б.Пири мл.
Роберт Бернс Пири-младший (англ. Robert Burns Pirie Jr.) — отставной офицер ВМС США, а так же политик. В начале 2001 года Пири занимал должность исполняющего обязанности министра военно-морского флота, пока не был выдвинут президентом Джорджем Бушем. 

## Биография
Пири родился 10 сентября 1933 года в Сан-Диего, штат Калифорния, является сыном военно-морского летчика Роберта Б. Пири который ушел из военно-морского флота в качестве вице-адмирала. Выросший в Вайморе, штат Небраска , младший Пири окончил Военно-морскую академию США в 1955 году.

### Деятельность
После ухода с военной службы на флоте в 1975 году Пири-младший присоединился к недавно сформированному бюджетному управлению Конгресса в качестве заместителя помощника директора по национальной безопасности. В 1977 году Пири стал первым заместителем помощника министра обороны по вопросам людских ресурсов, резервов и материально-технического обеспечения. В декабре 1978 года президент Джимми Картер назначил его помощником министра обороны по вопросам людских ресурсов, резервов и материально-технического обеспечения и занимал эту должность до января 1981 года.
После ухода с государственной службы Пири занимал различные должности в частном секторе, в том числе должность президента Essex Corporation, вице-президента Центра военно-морского анализа и вице-президента Института оборонного анализа . Он руководил Группой стратегических исследований CNO с 1989 по 1992 год. Ранее он занимал должность помощника министра флота (установки и окружающая среда) с марта 1994 года по октябрь 2000 года и заместителя министра флота с 12 октября 2000 года по 20 января 2001 года.